# Оппенгейм, Энтони
Энтони Оппенгейм (11 августа 1915 года, Варшава, Польша — 12 января 2008 года, Кенсингтон, Калифорния) — один из ведущих специалистов в мире по горению и радиационному теплообмену, почётный профессор машиностроения в Университете Калифорнии (Беркли)

## Биография
Получил начальное домашнее образование (на французском языке). Польский язык стал изучать в средней школе. В зрелом возрасте свободно говорил по-русски.
В 1933 году, окончив среднюю школу, поступил в Технологический институт в Варшаве, где изучал авиационную технику.
В 1939 году, после вторжения нацистской Германии в Польшу, был вынужден покинуть свою родную страну и через Румынию, Грецию, Францию, Испанию и Португалию добрался до Англии в июне 1940 года.
В Англии поступил на службу в части польской армии в Шотландии. Самостоятельно изучил английский язык. В 1942 году вышел отпуск в армии для завершения образования и в 1943 году окончил Варшавский технологический институт по инженерной специальности. Он также получил степень доктора наук по машиностроению в Лондонском университете и диплом Имперского колледжа Лондона в 1945 году.
В течение трёх лет читал лекции по машиностроению в Сити. Вёл научную работу, вместе со своими аспирантами построил первый сверхзвуковой канал.
Во время своего пребывания в Англии занимался проблемами улучшения двигателей, используемых в Великобритании (Spitfire и Hurricane).
После окончания военных действий в Европе был отправлен в Германию как офицер британской разведки для контактов с разработчиками двигателей. Интерес Оппенгейма к изучению детонации и горения вырос из этого раннего знакомства с проблемами импульсных реактивных двигателей.
В 1948 году переехал в США, получил должность доцента в Стэнфордском университете по специальности машиностроение. Два года спустя перешёл на работу в Калифорнийский университет в Беркли на ту же должность. В 1954 году получил должность адъюнкт-профессора, полным профессором стал в 1958 году.
В 1967 году Оппенгейм, Нюма Мансон и Р. И. Солоухин выступили соучредителями Международного коллоквиума по динамике взрыва и реагирующих систем (англ. the International Committee on Gasdynamics of Explosions and Reactive Systems, ICDERS) — научных совещаний, проводимых каждые два года для специалистов по газодинамике взрыва и нестационарному горению.
Работал в Калифорнийском университете в Беркли, в 1986 году официально вышел на пенсию, но продолжал вести активные исследования до самой смерти. Скончался после продолжительной болезни в своем доме в Кенсингтоне.

## Научные интересы
Девиз в работе: «Творчество одного является рутиной для другого» (англ. One man's research is another man's routine).
Занимался изучением проблем теплообмена, радиации, инициирования и распространения газовой детонации, структуры детонационных фронтов, взаимного влияния фронтов детонации, взрывных волн, турбулентного горения, а также процессами в двигателях внутреннего сгорания.
Разрабатывал аппаратуру для высокоскоростной фотографии на лазерных источниках света, благодаря которой смог провести ряд уникальных экспериментов по изучению взрывных волн и детонационных процессов. Оппенгейму также приписывают разработку метода для количественного анализа радиационного теплообмена.
Исследования последнего времени относились к повышению эффективности работы автомобильных двигателей внутреннего сгорания.

## Награды
Иностранный член Польской академии наук с 1997 года.

## Память
В 1989 году учреждён и вручается приз Оппенгейма (англ. the Oppenheim Prize) за выдающийся вклад в формирование теоретических или интерпретирующих аспектов динамики взрывов и реагирующих систем.